# Syndrome néphritique
Ne doit pas être confondu avec syndrome néphrotique.
 (mai 2012).
Si vous disposez d'ouvrages ou d'articles de référence ou si vous connaissez des sites web de qualité traitant du thème abordé ici, merci de compléter l'article en donnant les références utiles à sa vérifiabilité et en les liant à la section « Notes et références ».
 Mise en garde médicale
Le syndrome néphritique (ou SNA) est une maladie des reins causée par l'inflammation des glomérules, entraînant un passage des protéines et des globules rouges (hématies) du sang dans les urines, une poussée d'hypertension artérielle, et souvent une insuffisance rénale aiguë. Il s'installe brutalement et régresse souvent rapidement.

## Étiologie
Les syndromes néphritiques sont dus à une inflammation du glomérule rénal. Cette inflammation peut être déclenchée par plusieurs mécanismes :

### Infections bactériennes
Les infections à streptocoque béta-hémolytique du groupe A sont des pourvoyeuses classiques de SNA, parfois à distance de l'infection (une angine bactérienne en particulier). Les progrès de l'antibiothérapie font que cette situation est en net recul chez les enfants, les adultes en situation de précarité étant eux de plus en plus concernés.
Les abcès profonds et les endocardites (à streptocoque ou à staphylocoque) sont aussi sources de SNA.

### Vascularites
Ce ne sont pas des causes classiques de SNA, elles peuvent le provoquer par l'altération des capillaires qu'elles entraînent :
- syndrome de Goodpasture ;
- syndrome de Wegener ;
- maladie de Berger, qui se révèle cependant rarement par un SNA.

## Diagnostic
Les éléments du diagnostic sont :
- protéinurie non sélective c'est-à-dire moins de 85 % d'albumine, et inférieure à 3 g /24 h ;
- hématurie totale, sans caillot ;
- œdème ;
- hypertension artérielle systolo-diastolique sévère ;
- insuffisance rénale aiguë d'installation rapide donc oligurie et perte du débit de filtration glomérulaire.

### Différence entre syndrome néphrotique et syndrome néphritique
Le syndrome néphrotique, lorsqu'il est impur (avec hypertension artérielle, hématurie, insuffisance rénale aiguë), fait facilement évoquer un SNA. Cependant, le SNA débute brutalement (le syndrome néphrotique est progressif), l'apparition des œdèmes est explosive, l'hypertension souvent très marquée (pouvant provoquer une crise d'épilepsie), et la protéinurie n'est pas « néphrotique » puisqu'inférieure à 3 grammes de protéines dans les urines des 24 heures. La cause elle-même de ces deux syndromes diffère notablement : le syndrome néphrotique est dû à une perméabilité accrue de la membrane glomérulaire, le SNA à une inflammation diffuse des structures glomérulaires.

### Bilan de la maladie
Il faut commencer par hospitaliser le malade, car certaines complications, aussi rares que sévères, peuvent survenir. Par argument de fréquence, on recherche un syndrome néphritique post-streptococcique : angine ou infection de la sphère ORL récente (pharyngite, laryngite, etc.), non traitée ou avec un traitement antibiotique arrêté avant son terme, délai compatible (les SNA surviennent environ un mois après l'infection). Une recherche de protéines à la bandelette urinaire fait d'ailleurs partie, pour certains médecins, du bilan des angines streptococciques au décours de la maladie. Des dosages sanguins peuvent être intéressants : diminution du complément sérique (fractions C3 et CH50), bien que ces anomalies soient absolument non spécifiques (on les retrouve dans nombre d'autres maladies). Le test Streptozyme est un bon marqueur diagnostic, mais peu répandu.
Dans les rares cas où le SNA n'est pas streptococcique, il faudra partir à la recherche des autres causes, plus rares, énumérées plus haut.

### La biopsie rénale
La biopsie rénale est toujours proposée chez l'adulte, beaucoup plus rarement chez l'enfant : lorsqu'un contexte post-streptococcique est évident, on ne la réalise pas. Cependant, lorsque le diagnostic est incertain, lorsque l'insuffisance rénale est majeure (avec moins de 500 ml d'urines émises par jour) ou se prolonge anormalement (elle régresse classiquement en quelques jours), la biopsie rénale est l'examen de référence et de certitude.

## Traitement
Couper les apports sodiques, diurétiques.
Corticothérapie dans le cadre d'une maladie de système ou d'une vascularite (plus ou moins associé à un traitement immunosuppresseur).

### Prise en charge du syndrome néphritique post-streptococcique

#### À l’hôpital
Un traitement antibiotique dirigé contre le streptocoque est rarement nécessaire, sauf en cas d'infection encore patente. Le traitement est donc purement symptomatique, en attendant que la maladie disparaisse d'elle-même : lutte contre les œdèmes, contre l'hypertension artérielle, contre l'insuffisance rénale aiguë (en passant au besoin un cap difficile par la dialyse).

#### Par la suite
L'insuffisance rénale aiguë, les œdèmes et l'hypertension régressent généralement en 48 à 72 heures. La protéinurie peut persister des mois voire des années. Le pronostic de la maladie est excellent, mais un suivi ultérieur rapproché doit être mis en place.